# Tune-Yards
Merrill Garbus, bedre kendt som Tune-Yards er en sangerinde fra USA.